# Palacio Erzherzog Wilhelm

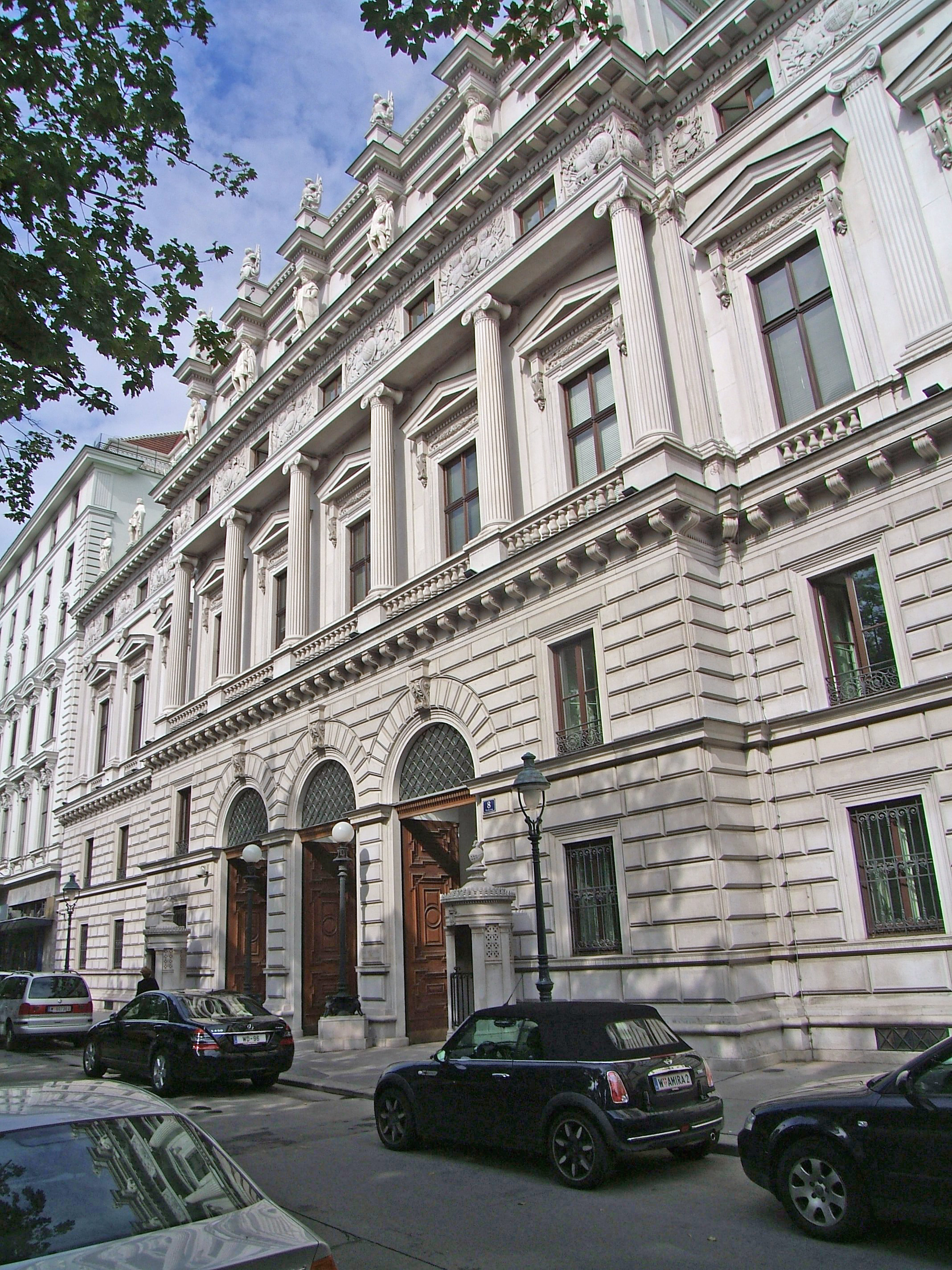
Detalle de la fachada

El palacio Erzherzog Wilhelm también llamado palacio del Archiduque Guillermo (en alemán: Palais Erzherzog Wilhelm'  o bien Deutschmeister-Palais) Es un reconocido edificio situado en Parkring 8 en la ciudad de Viena la capital del país europeo de Austria.
Fue diseñado en los años 1864-1868 por el arquitecto danés-austriaco Theophil von Hansen (1813-1891) como una residencia para el archiduque Guillermo de Austria (1827-1894), que en ese momento era Gran Maestre de la Orden Teutónica (Deutschmeister). La fachada del edificio incluye estatuas del escultor austriaco Joseph Gasser von Valhorn.
De 1938 a 1945 durante la anexión de Austria a Alemania fue la sede vienesa de la SS, luego de 1945 a 1974 sirvió como el Departamento de Policía Federal en Viena. Hoy cuenta con las oficinas del Fondo de la OPEP para el Desarrollo Internacional.

## Véase también

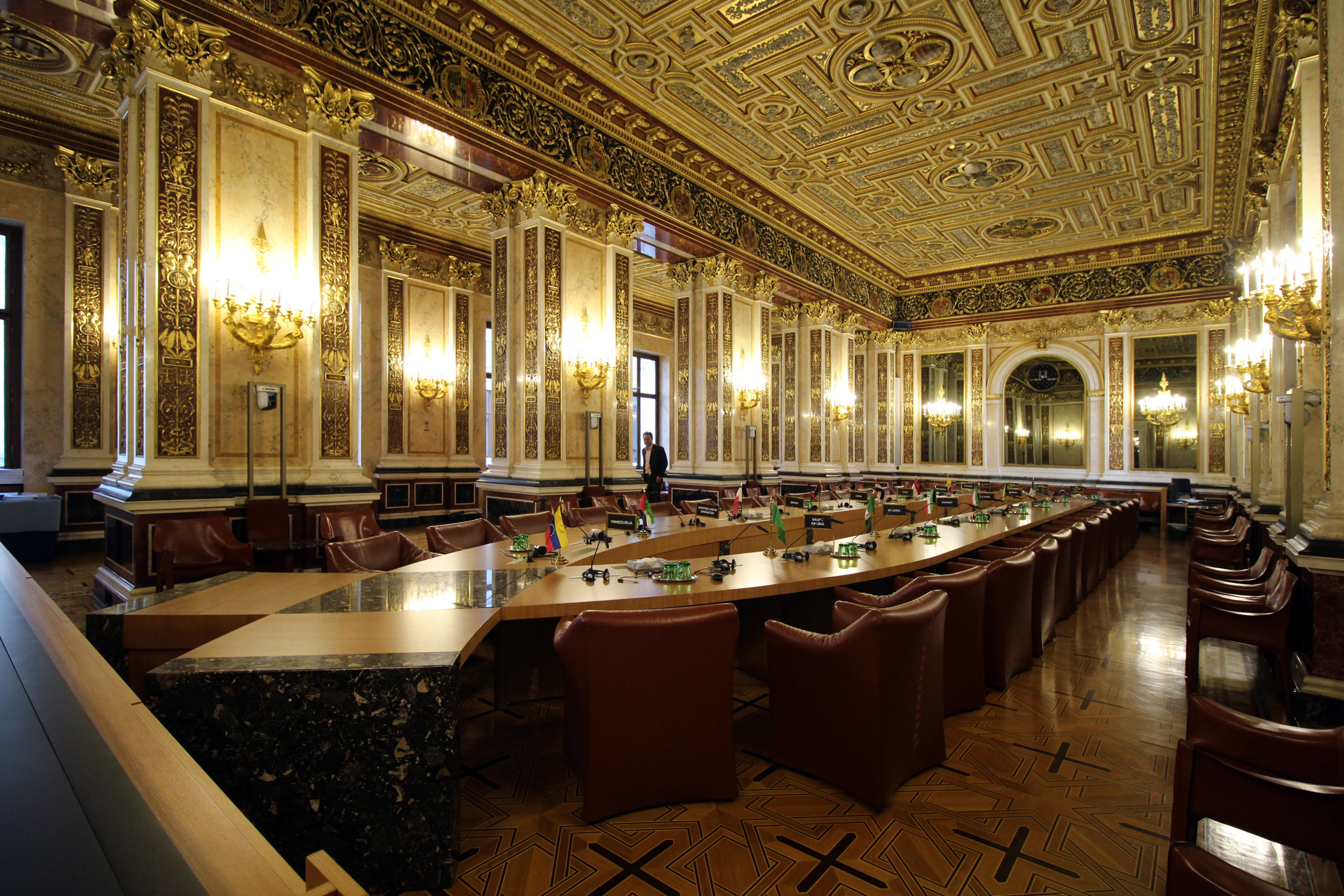
Vista durante una reunión de la OPEP